# Qîbar
Qîbar, auch Arsh Qibar, ist ein Dorf im Gouvernement Aleppo im Nordwesten von Syrien. Der kleine Ort liegt fünf Kilometer nordöstlich von Afrin.

## Geschichte
Ehedem Bestandteil der Provinz Kilis des Osmanischen Reiches, kam Qîbar nach dem Grenzabkommen zwischen Frankreich und der Türkei in den 1920er Jahren zunächst zum Völkerbundmandat für Syrien und Libanon, woraus 1946 das unabhängige Syrien entstand.

## Bevölkerung
In Qîbar leben hauptsächlich jesidische Kurden. In einem südlich gelegenen Felstal befindet sich eine Höhle mit einem Chail Khana genannten Schrein, der von den Jesiden heilig gehalten wird, da er die Jesiden mehrmals vor Massakern schützte. Dort feiern sie auf einem Plateau ihre jährlichen Feste. Der Schrein wird gelegentlich auch von Anhängern anderer Religionen aufgesucht. In Qîbar selbst befinden sich ein jesidischer und ein islamischer Friedhof, sowie eine Moschee.

## Wirtschaft
Die Einwohner leben hauptsächlich vom Olivenanbau und von der Arbeit in den umgebenden Steinbrüchen. Alle zwei bis drei Jahre wird durch einen Stichkanal Wasser zur Feldbewässerung nach Qibar geleitet. Die Infrastruktur ist dürftig entwickelt: Es fehlt ein Abwasserkanal, Stromausfälle sind häufig, und der Ort ist nicht an das syrische Telefonfestnetz angeschlossen.